# Crna knjiga kapitalizma
Crna knjiga kapitalizma (Le Livre Noir du Capitalisme), francuska je knjiga izdana 1998. godine kao reakcija na Crnu knjigu komunizma, izdanu godinu dana ranije. Za razliku od nje, u Crnoj knjizi kapitalizma ne pokušava se samo izračunati broj žrtava kapitalizma. Umjesto toga, knjiga se sastoji od serije eseja o raznim aspektima kapitalističkog sustava i povijesti. Teme sežu od afričke trgovine robljem do suvremene globalizacije.
Tek se u dodatku na kraju knjige izračunava ukupan broj žrtava kapitalizma u 20. stoljeću. Urednik knjige, Gilles Perrault, tako je došao do brojke od preko 100 milijuna ljudi umrlih zbog kapitalističkog sustava u svim svojim inačicama. U brojku su ubrojene žrtve Prvog i Drugog svjetskog rata, antikomunističkih progona, nekih gladi, te građanskih i kolonijalnih ratova.
Suradnici na projektu uključuju, osim već spomenutog Perraulta, brojne povjesničare, sociologe, ekonomiste, sindikaliste i pisce. Oni su: Caroline Andréani, François Arzalier, Roger Bordier, Maurice Buttin, François Chesnais, Maurice Cury, François Delpla, François Derivery, André Devriendt, Pierre Durand, Jean-Pierre Fléchard, Yves Frémion, Yves Grenet, Jacques Jurquet, Jean Laïlle, Maurice Moissonnier, Robert Pac, Philippe Paraire, Paco Peña, André Prenant, Maurice Rajsfus, Jean Suret-Canale, Subhi Toma, Monique and Roland Weyl, Claude Willard i Jean Ziegler.

## Vanjske poveznice
- Isječci iz knjige (tal.)